# Ermita de la Mare de Déu del Roser (Aiora)
L'Ermita de la Mare de Déu del Roser és una ermita situada en un pujol en la partida de Gorguel, en el municipi d'Aiora (València). És Bé de Rellevància Local amb identificador nombre 46.19.044-012.

## Descripció
En el camí de pujada s'escalonen estacions del Viacrucis en taulells, a l'interior de templets quadrats de teulada a quatre aigües.
La façana està decorada per un panell de taulells amb la representació d'una Verge amb Nen, de manufactura similar al panell de Sant Miquel que hi ha a l'interior de l'ermita.
L'edifici està format per una planta de dues naus disposades en angle recte que conflueixen en un sol vèrtex, el qual serveix de presbiteri per a l'altar major. En les naus, recorregudes per arcs de mig punt, es troben dotze altars, amb imatges en el seu interior.
L'altar major, construït en 1720, és un templet d'estil neoclàssic de fanal de cristall de quatre cares, amb la imatge de la Verge del Roser. Tot això cobert per una volta de creueria amb clau, la qual està recorreguda per escut.

## Història
Data aproximadament de mitjan segle xiv, quan Aiora pertanyia a la diòcesi de Cartagena. El temple original no es conserva. Es considera que havia de ser de petita grandària i senzilla factura. Es deia pels vilatans que en ell s'exhibia, penjant d'un arc, una bandera guanyada als exèrcits musulmans.
La capella original quedà en ruïnes, de manera que l'edifici que s'observa a inicis del segle XXI és una edificació del segle xviii, la qual va ser modificada posteriorment, especialment a la fi del segle xix, quan va amenaçar novament ruïna. Una restauració recent la manté en bon estat de conservació.